# Ларко Кокс, Гильермо
Гильермо Ларко Кокс (исп. Guillermo Larco Cox; 19 февраля 1932, Трухильо, Перу — 12 июля 2002, Лима, Перу) — перуанский государственный деятель, премьер-министр Перу (1987—1988 и 1989—1990).

## Биография
Получил образование в сфере гражданского строительства. Был членом партии АПРА,
- 1961—1964 гг. — президент первого Департамента Пожарной службы города Трухильо,
- 1964—1966 и 1966—1969 гг. — мэр Трухильо,
- 1980—1985 гг. — член палаты депутатов перуанского парламента,
- 1985—1990 гг. — сенатор,
- 1986—1987 гг. — вице-президент сената,
- 1987—1988 гг. — министр — руководитель аппарата президента,
- 1987—1988 и 1989—1990 гг. — премьер-министр Перу, в мае 1988 г. уходил вместе с кабинетом в отставку вследствие неспособности противостоять последствиям экономического кризиса,
- 1989—1990 гг. — министр иностранных дел.

Кавалер Большого креста перуанского Ордена Солнца.